# Fusobakterien
Fusobakterien (Fusobacterium) sind eine Gattung obligat anaerober, gramnegativer, nicht sporenbildender Bakterien, die zu den Gracilicutes gehören. Einzelne Zellen sind schlanke, stäbchenförmige Bazillen mit spitzen Enden. Fusobakterien wurden 1900 von Courmont und Cade entdeckt und kommen in der tierischen und menschlichen Flora häufig vor.
Aufgrund ihrer Häufigkeit im menschlichen Rachen, der Mund-, Magen-Darm- und (weiblichen) Genitalflora wurden Fusobakterien lange Zeit als normaler Teil der menschlichen Flora betrachtet. Derzeit herrscht Konsens darüber, dass Fusobakterien immer als Krankheitserreger behandelt werden sollten.
Aktuell werden mehr als 13 Fusobakterien-Arten unterschieden. Fusobacterium nucleatum spielt als Krankheitserreger beim Menschen die Hauptrolle, Fusobacterium necrophorum befällt Menschen und Tiere, insbesondere Rinder.
Fusobakterien-Stämme sind an verschiedenen Krankheiten und Infektionen bei Tieren und Menschen beteiligt, darunter beim Menschen an Parodontalerkrankungen, dem Lemierre-Syndrom, Mund-, Kopf- und Halsinfektionen sowie Darmkrebs und topische Hautgeschwüre, bei Tieren u. a. an uterinen Infektionen, der Moderhinke und der Lumpy Jaw Disease des Kängurus.
Die Behandlung von Fusobakterieninfektionen erfolgt in der Regel mit Antibiotika.

## Geschichte
Courmont und Cade entdeckten Fusobakterien im Jahr 1900. Die erstmalige Dokumentation einer Infektion mit Fusobakterien erfolgte bereits 1898 durch Veillon und Zuber, wobei es sich um eine systemische Infektion eines Kleinkinds handelte. Die Gattung wurde 1923 von Knorr vorgeschlagen.

## Arten
Es werden aktuell mehr als 13 verschiedene Arten von Fusobakterien unterschieden, von denen zwei jeweils eigene Unterarten haben (F. nucleatum und F. necrophorum).
Liste der gültig veröffentlichten Fusobacterium-Arten nach der LPSN (Stand 30. Juli 2024):
- F. animalis (Gharbia & Shah 1992) Kook et al. 2022
- F. canifelinum corrig. Conrads et al. 2004
Synonym: F. canium Conrads et al. 2004
- F. equinum Dorsch et al. 2001 (sic! – nicht: F. aequinum)
- F. gastrosuis De Witte et al. 2017
- F. gonidiaformans (Tunnicliff & Jackson 1925) Moore & Holdeman 1970
- F. hominis Liu et al. 2022
- F. mortiferum (Harris 1901) Moore & Holdeman 1970
- F. naviforme (Jungano 1909) Moore & Holdeman 1970
- F. necrogenes (Weinberg et al. 1937) Moore & Holdeman 1970
- F. necrophorum (Flügge 1886) Moore & Holdeman 1969
- F. nucleatum Knorr 1922
- F. perfoetens (Tissier 1905) Moore & Holdeman 1973 (sic! – nicht: F. perfoetans)
- F. periodonticum Slots et al. 1984 (sic! – nicht: F. parodonticum)
- F. russii (Hauduroy et al. 1937) Moore & Holdeman 1970
- F. simiaeSlots & Potts 1982 (sic! – nicht: F. simae)
- F. ulcerans Adriaans & Shah 1988
- F. varium (Eggerth & Gagnon 1933) Moore & Holdeman 1969
- F. vincentii (Dzink et al. 1990 ex Knorr 1922) Kook et al. 2022
- F. watanabei Tomida et al. 2021

### Noch nicht gültig veröffentlichte Arten
Noch keine offiziell gültigen Veröffentlichungen gibt es für die folgenden vorgeschlagenen Arten (Stand 30. Juli 2024):
- „F. aquatile“ (Prévot 1938) Moore & Holdeman 1973
- „F. hwasookii“ Cho et al. 2015
- „F. massiliense“ Mailhe et al. 2017
- „F. pseudoperiodonticum“ Park et al. 2019
- „F. symbiosum“ Foglesong & Markovetz 1974
- „Candidatus F. pullicola“ Gilroy et al. 2021

## Neu klassifizierte Arten
Andere zuvor deklarierte Fusobakterien-Arten wurden inzwischen umklassifiziert, d. h. in andere Gattungen verschoben, darunter (Stand 30. Juli 2024):
- F. plautii (alias F. plauti) ⇒ Flavonifractor plautii (Séguin 1928) Carlier et al. 2010
- F. alocis ⇒ Filifactor alocis (Cato et al. 1985) Jalava & Eerola 1999
- F. sulci ⇒ Eubacterium sulci (Cato et al. 1985) Jalava & Eerola 1999
- F. prausnitzii ⇒ „Bacteroides praussnitzii“ Hauduroy et al. 1937

F. prausnitzii ist Teil der Clostridium leptum-Untergruppe unter Eubacterium-ähnlichen Organismen.
Einige Stämme von F. prausnitzii, einem bei gesunden Patienten vorkommenden Darmkommensalen, wurden 2002 vollständig in Faecalibacterium (Clostridiales: Ruminococcaceae) umklassifiziert.

## Klinische Relevanz beim Menschen
Fusobakterien können verschiedene Krankheiten und Infektionen beim Menschen verursachen, darunter
- Sinusitis (Nasennebenhöhlenentzündung)
- Parodontalerkrankungen
- Peritonitis (Bauchfellentzündung)
- Lemierre-Syndrom[10]
- Angina Ludovici
- topische Hautgeschwüre[11]
- Bakteriämie und Abszesse[19]
- Lungenentzündung
- Wundinfektionen
- Periimplantitis (Entzündung des Kieferknochens um eine Zahnimplantat herum)
- Septikämie (Blutvergiftung)

Mit zahlreichen weiteren Erkrankungen werden Fusobakterien in Verbindung gebracht:
Es wird vermutet, dass Fusobacterium nucleatum an der Entstehung von Zahnfleischkrebs beteiligt ist.
Fusobakterien werden häufig mit Colitis ulcerosa in Verbindung gebracht. Forschungen zu Darmkrebs haben sowohl im Stuhl von Patienten als auch im Tumor eine Überrepräsentation von Fusobakterien gezeigt. Fusobakterien wurden auch mit HIV-Infektionen und einer suboptimalen Immunwiederherstellung in Verbindung gebracht. Eine Studie zeigte Zusammenhänge zwischen Fusobakterium-Infektionen und dem Auftreten von Endometriose. Dabei wurde durch die Fusobakterien indirekt die Produktion der Zytokin-Familie Transforming Growth Factor beta angeregt, was zur Aktivierung und Mobilisierung von Myofibroblasten führte, welche wiederum die Endometriose zu triggerten.
Im Juli 2024 veröffentlichten Anjali Chander, Miguel Reis Ferreira et al. eine Studie, nach der Fusobakterien umgekehrt durch Zerstörung der Tumorzellen bei Kopf- und Halskrebs (Plattenepithelkarzinom, englisch [oral] squamous-cell carcinoma, OSCC) einen günstigen Einfluss haben können. Eine solche Wirkung wurde für F. nucleatum (Fnuc) und F. periodonticum (Fper) gefunden. Für Mundbakterien der Gattung Prevotella (P. oralis) konnte eine solche Wirkung dagegen offenbar nicht bestätigt werden.

## Symptome und Behandlung
Infektionen mit Fusobakterien verursachen häufig Symptome wie Fieber, Entzündungen und ein insgesamt krankhaftes Erscheinungsbild.
Der Nachweis von Fusobakterien erfolgt in der Regel durch chirurgische Gewebeentnahme sowie die Untersuchung von Fäkalien und Blut. Die Behandlung von Fusobakterien-Infektionen erfolgt in der Regel mit Penicillin oder den anaeroben Antibiotika Clindamycin oder Metronidazol falls die Fusobakterien Beta-Lactam-Antibiotika abbauen können.
Etwa 20 % der klinischen Stämme sind allerdings gegen Penicillin resistent.
Bleibt eine Fusobakterien-Infektion unbehandelt, kann dies zu schwerwiegenderen oder tödlichen Erkrankungen wie dem Lemierre-Syndrom führen. Infektionen wie das Lemierre-Syndrom betreffen vor allem jüngere Bevölkerungsgruppen, insbesondere männlichen Geschlechts.